# هيو لوسون (محامي)
هيو لوسون (بالإنجليزية: Hugh Lawson)‏ هو قاضي ومحامي أمريكي، ولد في 1941 في هاوكينسفيل في الولايات المتحدة.